# 絲卡將

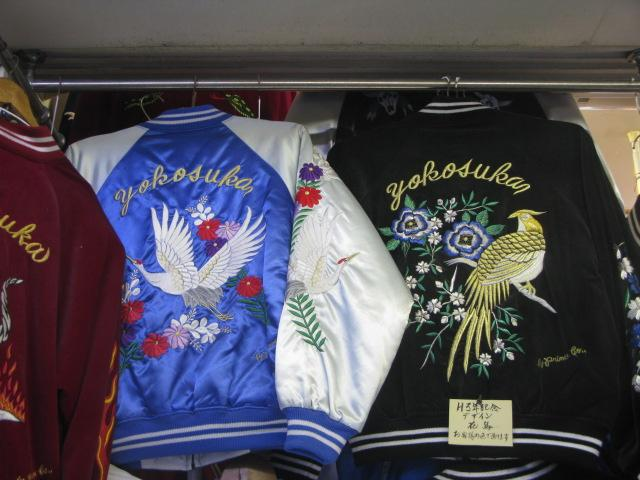
繡有鶴鳥的斯卡將(2007年12月30日本人撮影)

絲卡將（日语：/英語：Sukajan ）是日本一種繡有和風圖案的夾克。

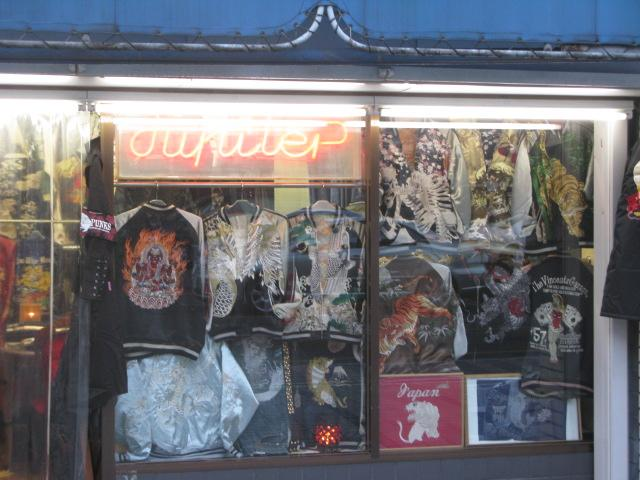
現在除了「鷹、虎、龍」外，還有其他的圖案被繡在斯卡將上

第二次世界大戰後不久，進駐日本各地的美國士兵們非常喜歡日本傳統的設計。在小攤位上擺著和風的飾品或人偶，就算有缺陷也能夠馬上被士兵們買去。看到這種狀況的刺繡達人們，以美國軍人為目標，就開始在美國人比較熟悉的夾克上刺上「鷹、虎、龍」的圖案並開始販賣。
因為戰後的物資管制的原因，絲綢比較難取得，所以刺繡工匠就選用了比較便宜的人造絲。
之後開始大流行，甚至還有美國軍基地裡的購賣部也在賣這種外套的傳言。後來這種外套就被叫做是「Souvenir jacket」（日語： スーベニアジャケット ）。Souvenir jacket一直流行著。但是，達人們的工作量卻來不及應付需求量，於是開始雇用一些也能做刺繡的人來生產。因為這樣也產生了非專業刺繡下的產品。也就是所謂的B級品。這些B級品在橫須賀的附近被當成是土產而便宜地被販賣著。
如果這些外套上又刺有美國軍本人或航空母艦的名字的話，銷售量更好。在橫須賀販賣的這些即便宜又有趣的外套，被稱做是（Yokosuka Jampaa）。然後又在不知不覺中，又被眾人稱之為（SUKAJAM）。之後SUKAJAM在日本年輕人圈中大受歡迎，而形成了一股潮流。